# Aclerda marylandica
Aclerda marylandica är en insektsart som beskrevs av Mcconnell 1954. Aclerda marylandica ingår i släktet Aclerda och familjen Aclerdidae. Inga underarter finns listade i Catalogue of Life.